# Бугринська волость
Бугринська волость — історична адміністративно-територіальна одиниця Острозького повіту Волинської губернії Російської імперії. Волосний центр — село Бугрин.

## Історія
На початку ХХ ст. села Новосілки та Тайкури відійшли до складу Здовбицької волості, натомість приєднано з Гощанської волості Горбаків, Дорогобуж, Іллін, Мнишин та Томахів..

## Адміністративний устрій
Станом на 1885 рік складалася з 14 поселень, 15 сільських громад. Населення — 5494 особи (2660 чоловічої статі та 2834 — жіночої), 530 дворових господарств.
Основні поселення волості:
- Бугрин — колишнє власницьке село при річці Горинь за 25 верст від повітового міста; волосне правління; 690 осіб, 73 двори, православна церква, 2 водяні млини. За 13 верст — лісопильний завод.
- Вільгір — колишнє власницьке село, 470 осіб, 52 двори, православна церква, постоялий будинок, водяний млин.
- Колесники — колишнє власницьке село при річці Горинь, 279 осіб, 29 дворів, православна церква, католицька каплиця, постоялий будинок, 2 водяні млини.
- Країв — колишнє власницьке село при річці Замильниця, 287 осіб, 29 дворів, православна церква, школа, постоялий будинок, винокурний завод.
- М'ятин — колишнє власницьке село, 192 особи, 24 двори, православна церква.
- Новосілки — колишнє власницьке село, 400 осіб, 46 дворів, православна церква, постоялий будинок.
- Новоставці — колишнє власницьке село, 392 особи, 42 двори, православна церква, школа, постоялий будинок, водяний млин.
- Підліски — колишнє власницьке село, 285 осіб, 38 дворів, православна церква.
- Посягва — колишнє власницьке село, 298 осіб, 26 дворів, православна церква, школа, постоялий будинок.
- Стадники — колишнє власницьке село при річці Горинь, 229 осіб, 24 двори, православна церква, водяний млин.
- Тайкури — колишнє державне та власницьке село, 647 осіб, 76 дворів, православна церква, костел, католицька каплиця, постоялий будинок, лавка, 4 ярмарки.

## Польський період
12 травня 1920 року волость було передано до складу Рівненського повіту. 
У 1921-1939 року адміністративна одиниця існувала під назвою ґміна Бугрин у складі Рівненського повіту входила до новоутвореного Волинського воєводства в тих же межах, що й за Російської імперії та Української держави.
12 грудня 1933 р. внесено зміни у складі ґміни і передано:
- до ґміни Гоща — села Башине й Агатівка та ліси маєтку Бугрин на правому березі річки Горинь;
- до ґміни Тучин — анклавні луки села Рясники, розміщені при ґрунтах села Козлин ґміни Александрія;
- із ґміни Рівне — села Чорні Лози і Бабин[2].

Польською окупаційною владою на території ґміни інтенсивно велася державна програма будівництва польських колоній і заселення поляками. На 1936 рік ґміна складалася з 30 громад:
1. Олексіївка — село: Олексіївка;
2. Бабин — село: Бабин, фільварок: Бабин та Бабино-томахівський цукрозавод;
3. Бугрин — село: Бугрин, фільварок: Бугрин та колонія: Ольгопіль;
4. Чорні Лози — колонія: Чорні Лози та військове селище: Турчин;
5. Дмитрівка — село: Дмитрівка;
6. Дорогобуж — село: Дорогобуж та фільварки: Дорогобуж і Степне-Мар'янівка;
7. Федорівка — село: Федорівка;
8. Горбаків — село: Горбаків;
9. Іллін — село: Іллін;
10. Колесники — село: Колесники;
11. Країв — село: Країв;
12. М'ятин — село: М'ятин;
13. Михайлівка — село: Михайлівка;
14. Мнишин — село: Мнишин;
15. Новокраїв — колонія: Новокраїв;
16. Новоставці — село: Новоставці;
17. Новоставці — колонія: Новоставці;
18. Подоляни — село: Подоляни;
19. Підліски — село: Підліски;
20. Підліски — колонія: Підліски;
21. Посягва — село: Посягва;
22. Пруси — село: Пруси;
23. Рясники — село: Рясники;
24. Сергіївка — село: Сергіївка;
25. Стадники — село: Стадники
26. Шкарів — село: Шкарів;
27. Томахів — село: Томахів;
28. Угільці — село: Угільці;
29. Улановиці — село: Улановиці;
30. Вільгір — село: Вільгір.

Після радянської анексії західноукраїнських земель ґміна ліквідована і включена у Гощанський район.